# Canon EOS 6D
La EOS 6D è una reflex digitale (DSLR) professionale da 20,2 megapixel, a pieno formato, prodotta da Canon. Annunciata il 17 settembre 2012, è in vendita dal dicembre dello stesso anno.

## Caratteristiche tecniche
Nel parco macchine della casa, la EOS 6D si posiziona nella fascia professionale al di sotto della Canon EOS 5D Mark III ma al di sopra della Canon EOS 7D. Le sue dimensioni sono 144,5 x 110,5 x 71,2 mm e pesa 690 grammi, rendendo questa macchina la reflex full frame digitale più compatta e leggera mai prodotta. Le piccole dimensioni e i costi contenuti hanno come contro che la Canon 6D non ha il corpo interamente in magnesio, come i due modelli precedentemente menzionati, anche se è tropicalizzata, cioè resistente a polvere e umidità. Il dorso è stato semplificato, la macchina presenta la doppia ghiera e il display ausiliario ma in essa il joystick è stato sostituito da un pad ottadirezionale. Il display è da 3" mentre i punti messa a fuoco sono 11, di cui solo il centrale è a croce, con compensazione fino a -3EV. Il tempo di sincronizzazione con il flash è di 1/180sec mentre la velocità massima di scatto dell'otturatore di 1/4000. È inoltre dotata della funzione HDR in macchina (già presente sulla Canon Eos 5D Mark 3) per effettuare foto con 3 diverse esposizioni e unendole in un unico file JPG senza salvare i tre file RAW, a differenza della EOS 5D Mark III.

## Novità introdotte
Le principali novità introdotte rispetto alla 5D Mark III sono un modulo Wi-Fi e un ricevitore GPS integrati.
Il primo consente l'invio di foto e video dalla macchina ad altri dispositivi compatibili, mentre il secondo consente di etichettare le foto con le coordinate del luogo in cui vengono scattate.

## Versioni previste al lancio
La EOS 6D è disponibile nei vari mercati in due kit:
- kit base comprendente il solo corpo macchina;
- kit con corpo macchina + obiettivo 24-105mm f/4.0 L

## Premi
La Canon EOS 6D ha vinto nel 2013 il premio Best Digital SLR Expert al TIPA Awards 2013.